# سه‌سیخکی
سه سیخکی، سیف، مزج (Aristida SPP) گونه‌ای است پر پشت و کلاف مانند با ریشه‌های قوی و ساقه‌های کوتاه. برگ‌های این گیاه باریک بوده و خوش‌خوراکی متوسطی دارد. این گونه در برابر زمستان‌های خیلی سرد به مراتب بهتر از تابستان‌های گرم مقاومت می‌کند و به وفور در مناطق کم و بیش خشک ایران از خوزستان تا خراسان و از بلوچستان تا قسمت‌های خشک آدربایجان شرقی وجود دارد. این گیاه از گندمیان ایده‌آل برای مناطق خشک و شنی بوده به شرط اینکه شن زیاد متحرک نباشد.
این گیاه چرای مفرط را به خوبی تحمل نموده و به آسانی تولید بذر می‌نماید چهار گونه از این گیاه به نام‌های A.Kelleri و A.Pallida و A.Plumosa و A.Pungens مورد تغذیه شتر قرار می‌گیرد.